# Aminata Doumbia
Aminata Doumbia (7 de septiembre de 1980) es una deportista maliense que compitió en taekwondo. Ganó dos medallas en los Juegos Panafricanos en los años 2011 y 2015 y dos medallas en el Campeonato Africano de Taekwondo en los años 2009 y 2014.

## Palmarés internacional
| Juegos Panafricanos | Juegos Panafricanos               | Juegos Panafricanos | Juegos Panafricanos |
| Año                 | Lugar                             | Medalla             | Categoría           |
| ------------------- | --------------------------------- | ------------------- | ------------------- |
| 2011                | Maputo (Mozambique)               | Medalla de plata    | –73 kg              |
| 2015                | Brazzaville (República del Congo) | Medalla de bronce   | –73 kg              |
| Campeonato Africano |                                   |                     |                     |
| Año                 | Lugar                             | Medalla             | Categoría           |
| 2009                | Yaundé (Camerún)                  | Medalla de bronce   | –73 kg              |
| 2014                | Túnez (Túnez)                     | Medalla de oro      | –73 kg              |